# المدرسة التنكزية

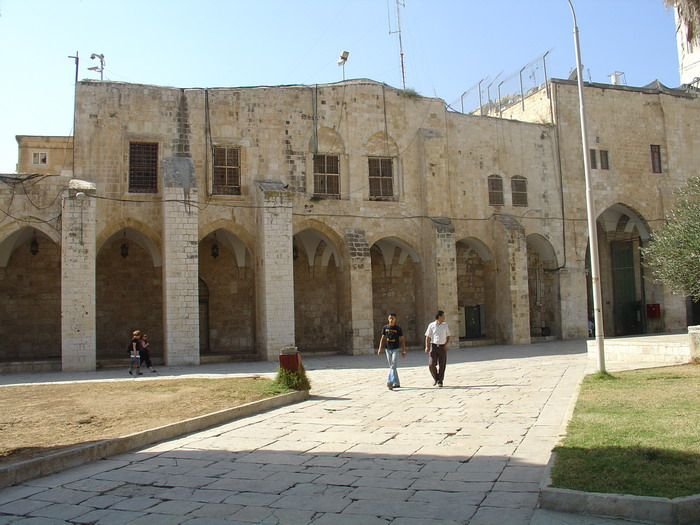
المدرسة التنكزية

المدرسة التنكزية تعد المدرسة التنكزية من أشهر المدارس التي أُقيمت في العهد المملوكي بالقدس، وأكثرها إتقاناً، وتميزت بزخارفها الرائعة، وقد وصفها مجير الدين الحنبلي في كتابه االأنس الجليل بتاريخ القدس والخليل بقوله "وهي مدرسة عظيمة ليس في المدارس أتقن من بنائها وهي بخط باب السلسلة". ويُعدُّ بناء المدرسة القائم حتى الوقت الحاضر أبرز نموذجٍ يجسِّد المدرسة ذات التخطيط المتعامد في مدينة القدس. وقد بناها في القرن الرابع عشر الميلادي، الأمير سيف الدين تنكز ووقفها سنة 729. وقد كتب على الواجهة الخارجية فوق الباب الشمالي وبالخط المشهور بالنسخ المملوكي: "بسم الله الرحمن الرحيم، أنشأ هذا المكان المبارك راجياً ثواب الله وعفوه المقر الكريم السيفي تنكزي الملكي الناصري عفا الله عنه وأثابه وذلك في شهر سنة تسع وعشرين وسبعماية“. تقع المدرسة في الجهة الغربية من الحرم جنوبي طريق باب السلسلة, ولها بابان: باب شمالي خارج الحرم عن يمين الخارج من باب السلسلة. وباب شرقي يطل على ساحة الحرم وهو مغلق الآن.

## بناءها
يتكون المبنى من ثلاثة طوابق: الطابق أرضي, والطابق الأول, والطابق الثاني. وتتوزع واجهاتها وفقاً لموقعها الاستراتيجي داخل النسيج العمراني للمسجد الأقصى حيث تطل الواجهة الشمالية على ساحة صغيرة في باب السلسلة وتشرف واجهتها الشرقية على رواق الحرم أما الواجهة الجنوبية فتواجه حائط البراق في حين تتاخم الواجهة الغربية مجموعة من المباني المجاورة لها، وتتسع لأربعة قاعات للمحاضرات ولصلاة الجماعة، ويتوسطها فناء مركزي، فضلاً عن خانقاه لاثني عشر متصوفاً، ومدرسة للأيتام، وأوقف عليها الكثير من المرافق، ضمت في جوانبها خانقاه وداراً للحديث، وداراً للقرآن (88)، وتحتوي وقفية المدرسة على معلومات وفيرة ذو قيمة عالية عن أهداف المدرسة وأقسامها العلمية وصفة العاملين بها وشروطهم, فعلى سبيل المثال كان فيها 10 قراء إضافة إلى مقرئ المصحف, كما انحصرت فيها قراءة الحديث النبوي الشريف وتدريسه. فقد كانت تضم مشيخة للحديث وعدد من  المقرئين وكانت مرتباتهم نقدية وعينية. أما الفقه فقد اقتصر تدريسه على مدرستين هما: المدرسة التنكيزية والمدرسة الصلاحية. وبحسب سجلات محكمة القدس الشرعية نجد أن المدرسة كانت تقوم بتدريس طلابها الفقه من خلال تصنيفهم على ثلاث مراحل حسب تدرجهم في طلبه. بالتالي أسهمت المدرسة بقوة في الحركة الفكرية المقدسية، وبنيت بقرب الحرم القدسي الشريف تعبيراً عن رغبة جامحة في الالتحام بالمسجد الأقصى.
شهدت المدرسة التنكزية تحولاً وظيفياً خلال العهد المملوكي المتأخر في عهد السلطان قايتباي (أواخر القرن التاسع الهجري/الخامس عشر الميلادي)، حيث استُخدمت كمقر للقضاء، واستمر هذا الوضع حتى نهاية العصر العثماني، لتصبح معروفة باسم "المحكمة الشرعية". وفي فترة الانتداب البريطاني، تحول المبنى إلى دار سكن إذ سكنه مفتي القدس ورئيس المجلس الإسلامي الأعلى الحاج أمين الحسيني.

في مرحلة لاحقة، عادت المدرسة إلى وظيفتها التعليمية كمدرسة شرعية، واستمرت على هذا الحال حتى عام 1969، عندما استولت عليها قوات الاحتلال الإسرائيلي بحجة أن نوافذها تطل على منطقة حائط البراق وحارة اليهود. كما قامت  بعمليات حفر وتنقيب مكثفة أسفل الطابق الأرضي للمدرسة، بالإضافة إلى العديد من المباني المجاورة، مما أضعف أساساتها وعرّضها لخطر الانهيار.

## انظر ايضا
العمارة المملوكية في القدس